# Andrzej Kubica
Andrzej Kubica (født 7. juli 1972) er en tidligere polsk fodboldspiller.